# Félix Castello

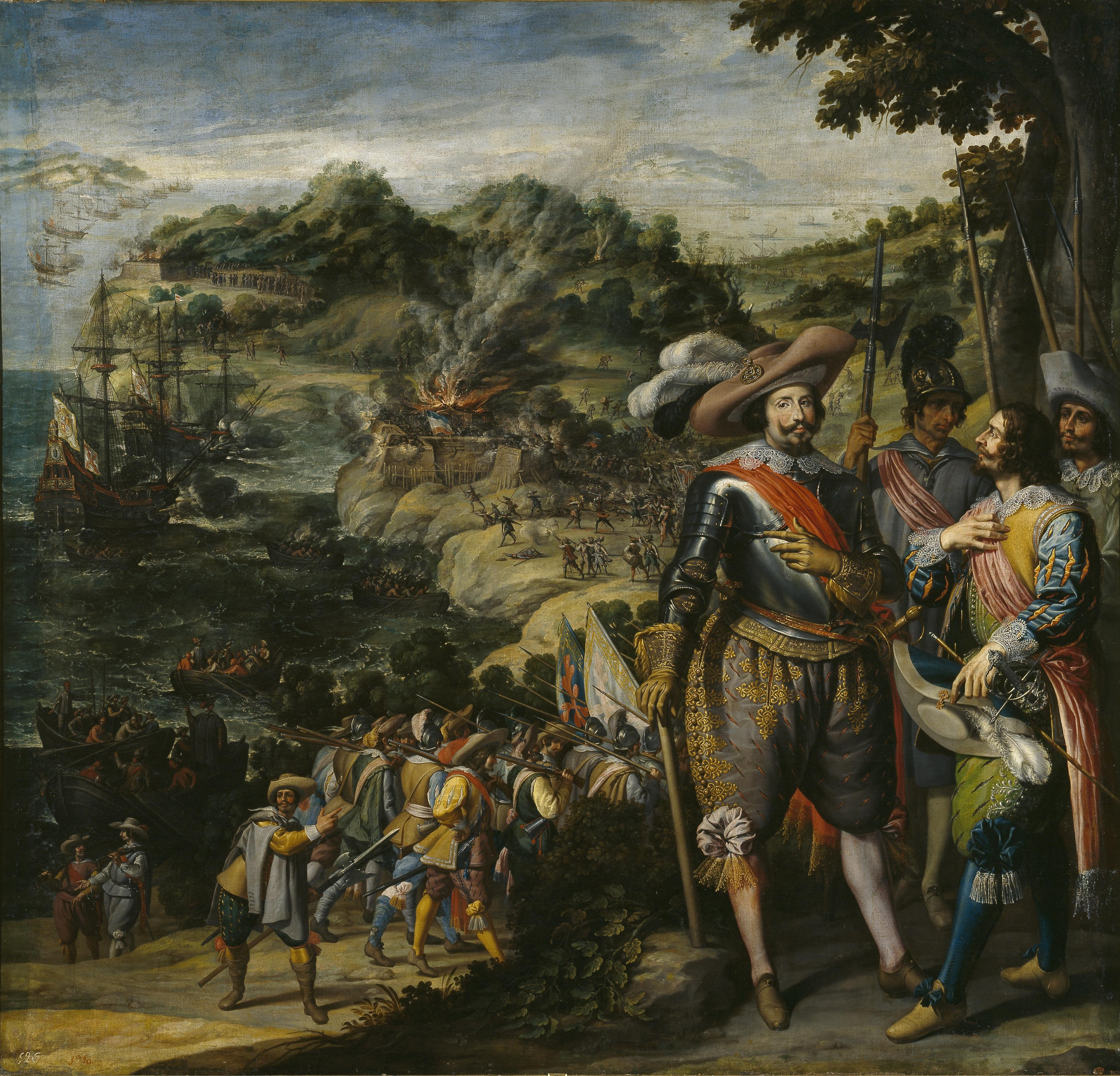
La recuperació de l'illa de San Cristóbal (1634), conservada al Museu del Prado, és una de les obres més destacades de Castello.

Félix Castello o Castelo (Madrid, 1595 - 1651) fou un pintor espanyol, fill i net d'artistes d'origen italià.
Membre d'una família d'artistes italians, fill de Fabricio Castello, que realitzà algunes pintores del monestir d'El Escorial al servei de Felip II, i net de Giovanni Battista Castello, natural de Bèrgam (Llombardia) i mort a Madrid el 1569, que estigué també al servei del mateix monarca. Format els primers anys en l'àmbit familiar, quedà orfe als 15 anys i passà a formar-se amb Vicente Carducho, amb qui estigué vinculat tota la seva vida. A més, intentà seguir i imitar l'estil del mestre amb notable èxit, tant és així que artistes com Jusepe Martínez deien que les obres de Castello es confonien amb la de Carducho. Segons Ceán Bermúdez, la bona direcció dels mestres, el geni aplicació el convertiren en un dels millors pintors del moment, distingint-se per l'exactitud de la seva traça i l'expressió que donava a les figures, però no deixà de dependre totalment de Carducho. Intentà vincular-se a la cort de Madrid diverses vegades, es presentà en dues ocasions, el 1617 i 1627, per ser pintor del rei, tanmateix sense èxit. Malgrat tot, va continuar la tradició familiar i va treballar moltes vegades al servei de la monarquia: la més destacada és La recuperació de l'illa de San Cristóbal, inicialment feta per ser exposada al Salón de Reinos del Palau del Buen Retiro, com un retrat del monarca visigot Teodoric I. Altres treballs foren retrats i decoracions per a algunes estances del Reial Alcàsser de Madrid, pintures religioses a l'Hospital de Tavera de Toledo, entre d'altres.